# Église de la Dormition-de-la-Mère-de-Dieu de Kočićev vijenac
Pour les articles homonymes, voir Église de la Dormition-de-la-Mère-de-Dieu.
L'église de la Dormition-de-la-Mère-de-Dieu (en serbe cyrillique : Храм Успења Пресвете Богородице ; en serbe latin : Hram Uspenja Presvete Bogorodice) est située en Bosnie-Herzégovine, dans la Ville de Banja Luka et dans le quartier de Kočićev vijenac.

## Localisation

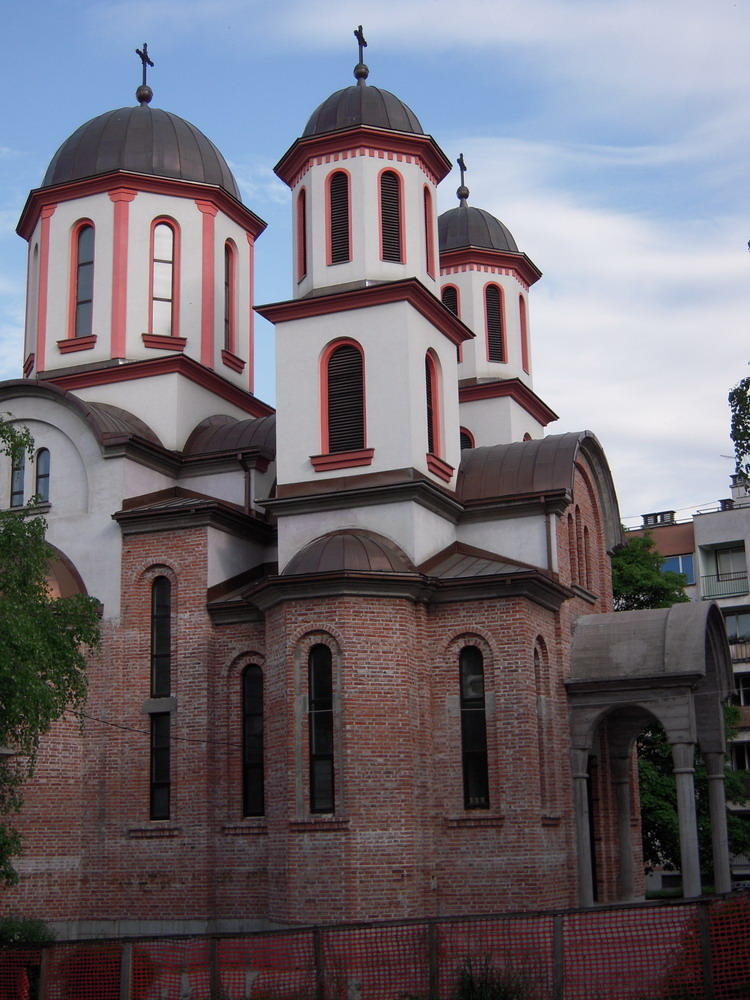
Autre vue de l'église

## Architecture

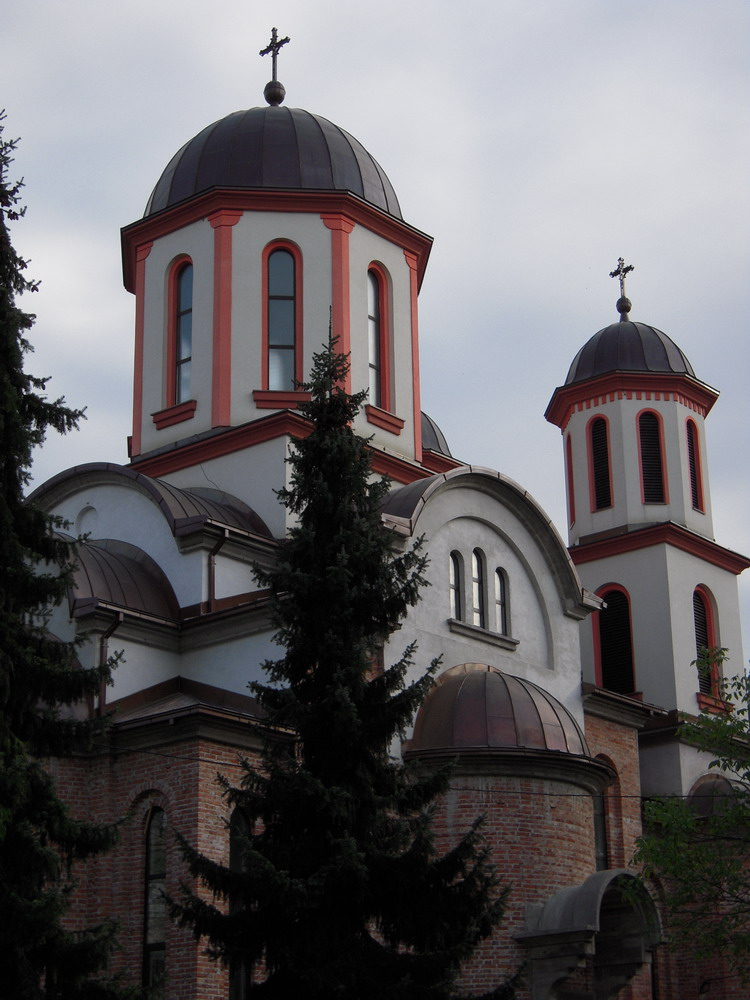
Autre vue de l'église